# آبشار ریوزو
آبشار ریوزو (به انگلیسی: Ryūzu Waterfall) آبشاری است که در نیکو، توچیگی، ژاپن واقع شده و ارتفاع کلی ریزشگاه آن ۶۰ متر (۱۹۷ پا) است.